# Reguła satysfakcji
Zasada satysfakcji – zasada psychologiczna wywodząca się z teorii podejmowania decyzji (tzw. ograniczonej racjonalności – bounded rationality), głosząca, że pierwszy wariant, który jest dla nas satysfakcjonujący i spełnia nasze oczekiwania, zostaje wybrany. 
Opierając się na naszych doświadczeniach i pamięci tworzymy konstrukty oczekiwań dotyczące rozwiązań, jakie mogą zostać przez nas osiągnięte. Podejmując decyzję co do wyboru jednej z wielu  alternatyw, przestajemy szukać wówczas, gdy trafimy na taką, która jest zgodna z naszymi oczekiwaniami. Wybór pierwszej z satysfakcjonujących alternatyw rozwiązuje problem wyboru alternatyw z wielkiej puli, które muszą zostać ze sobą porównane i problem rozważenia wszystkich alternatyw, aby określić, która z nich jest optymalna. Reguła satysfakcji rozwiązuje również problem podejmowania decyzji, kiedy alternatywy są niewymierne z tego powodu, że alternatywne decyzje mają liczne wymiary wartości, które mogą być ze sobą nieporównywalne, następstwo wyboru jednej z nich może być korzystne lub niekorzystne, wpływają czy dotyczą wartości jednej lub więcej osób. Za satysfakcjonującą alternatywę możemy uznać tę, która: jest zgodna ze wszystkimi wymiarami wartości, następstwo wyboru jednej z nich jest korzystne, jest wartościowa dla członków całej grupy.

## Historia
Reguła satysfakcji odnosi się do teorii podejmowania decyzji stworzonej przez amerykańskiego psychologa Herberta Simona. Simon wprowadził pojęcie ograniczonej racjonalności (bounded rationality) w opozycji do teorii współczesnego nurtu ekonomistów, którzy twierdzą, że człowiek wybierając jedną z możliwości, jest całkowicie racjonalny, kieruje się zasadą maksymalizacji użyteczności (wybiera obiektywnie najlepszą alternatywę). Porównuje ludzki umysł z komputerem – z powodu ograniczeń w szybkości obliczeń i kalkulacji, inteligentne systemy muszą używać zbliżonych metod by poradzić sobie z rozwiązywaniem wielu zadań. Ich racjonalność jest wtedy ograniczona. By zobrazować istotę ograniczonej racjonalności, użył metaforę nożyc: Racjonalne zachowanie człowieka (…) jest uformowane przez nożyce, których ostrzami są: struktura zadania i możliwości obliczeniowe człowieka. Stwierdzenie dotyczy naszej adaptacji do środowiska. Żyjemy w środowisku, które stale się zmienia. Kiedy nasz mózg nie jest w stanie przeanalizować wszystkich informacji, a wnioskowanie oparte na pamięci jest niewystarczające, wówczas opieramy się na uproszczonych modelach podejmowania decyzji, tj. heurystykach i działamy zgodnie z zasadą satysfakcji.

## Zasada satysfakcji w życiu codziennym
W codziennym życiu jesteśmy zmuszeni do podejmowania wielu bardziej lub mniej skomplikowanych decyzji. Regułą satysfakcji kierujemy się nawet przy najprostszych wyborach. Robiąc zakupy w super markecie, w którym można znaleźć często kilka lub nawet kilkanaście marek tego samego produktu, wybieramy często pierwszy, który dostatecznie zaspokaja nasze potrzeby. Przykładem może być wybór nawet zwykłego jogurtu owocowego. W ogromnej gamie dostępności różnych marek wybieramy tę, która zaspokaja nasze potrzeby, np. jogurt o smaku truskawkowym z kawałkami owoców. Podobnie może być przy wyborze droższych produktów. Wybierając komputer mamy również określone wymagania, co do jego ceny, parametrów technicznych itp.; wybieramy zazwyczaj ten, który spełnia jako pierwszy nasze wymagania.